# 占美清真寺站
占美清真寺站位於吉隆坡的敦霹雳路（Jalan Tun Perak）旁，是吉隆坡安邦线和大城堡线与格拉那再也线的转换站。本站為高架與地下交會車站，車站站體横跨巴生河与鹅唛河，是吉隆坡市中心的交通樞紐，周圍有許多的旅游景点，加上為三線交匯之處，進出人次眾多，車站的人流量非常高，因此在車站付費區內也設有多家店家進駐。
本站属于安邦线第一阶段线路，于1996年12月16日开始运营，而格拉那再也线則於1999年6月1日開始通行。
兩條路線的站點整合於2011年11月28日啟用，乘客無需另外購票即可進行站內轉乘。乘客可經由地下人行道或橫越道路前往目的地，但本站较为错综复杂，因其拥有许多出入口及月台。
本站也是安邦/大城堡线和格拉那再也线唯二的转换站，另外一个是布特拉高原站。

## 历史

### 惠罗百货
英殖民时期至1995年，现占美清真寺站的地段为『惠罗百货』（Whiteaway Laidlaw）。Robinson前吉隆坡分店也位于对面，但是已于1975年关闭并拆除。

### 安邦线

安邦和大城堡線位于一楼的站台

3 安邦线4 大城堡线安邦线月台位於二樓，隨著實達輕軌(STAR)的第一階段的營運，於1996年12月16日開始啟用。車站本體建建設於敦霹雳路（Jalan Tun Perak）和巴生河上方，採高架設計，月台形式为侧式月台。因地形因素，售票处和驗票閘門則位於敦霹雳路的两侧，並無法互通，前往安邦線的對向月台需經過地下一樓的付費通道，或出站跨越敦霹靂路才能抵達。

### 格拉那再也线

格拉那再也線位于負一楼的站台

格拉那再也线的月台位於地下二樓，隨著布特拉輕快鐵（PUTRA）第二階段的營運，於1999年6月1日開放啟用。格拉那再也线月台位於地底，最底層为岛式站台及列車軌道，月台上有設置月台门，車站剛啟用時，因與安邦線分屬兩家不同公司營運，因此售票處、驗票閘門和自動售票機等設施設置在車站底層，並設有地下和跨河通道於马六甲路（Jalan Melaka）、马来由路（Jalan Melayu）及敦霹靂路（Jalan Tun Perak），作為車站出口。目前位於馬六甲路與馬來由路的出口，已改为收費區大厅及轉乘通道，并与安邦线的2号月台（前往 AG18 安邦站和 KJ37 布特拉高原站）衔接。另外，通过敦霹雳路地底的隧道，則改為收費通道，與安邦線的1號月台（前往 AG01  SP01 冼都東站）銜接。也因如此，原先位于隧道尾端的本登路(Jalan Benteng)的地下出口被关闭。（参见下面）

### 站内换乘

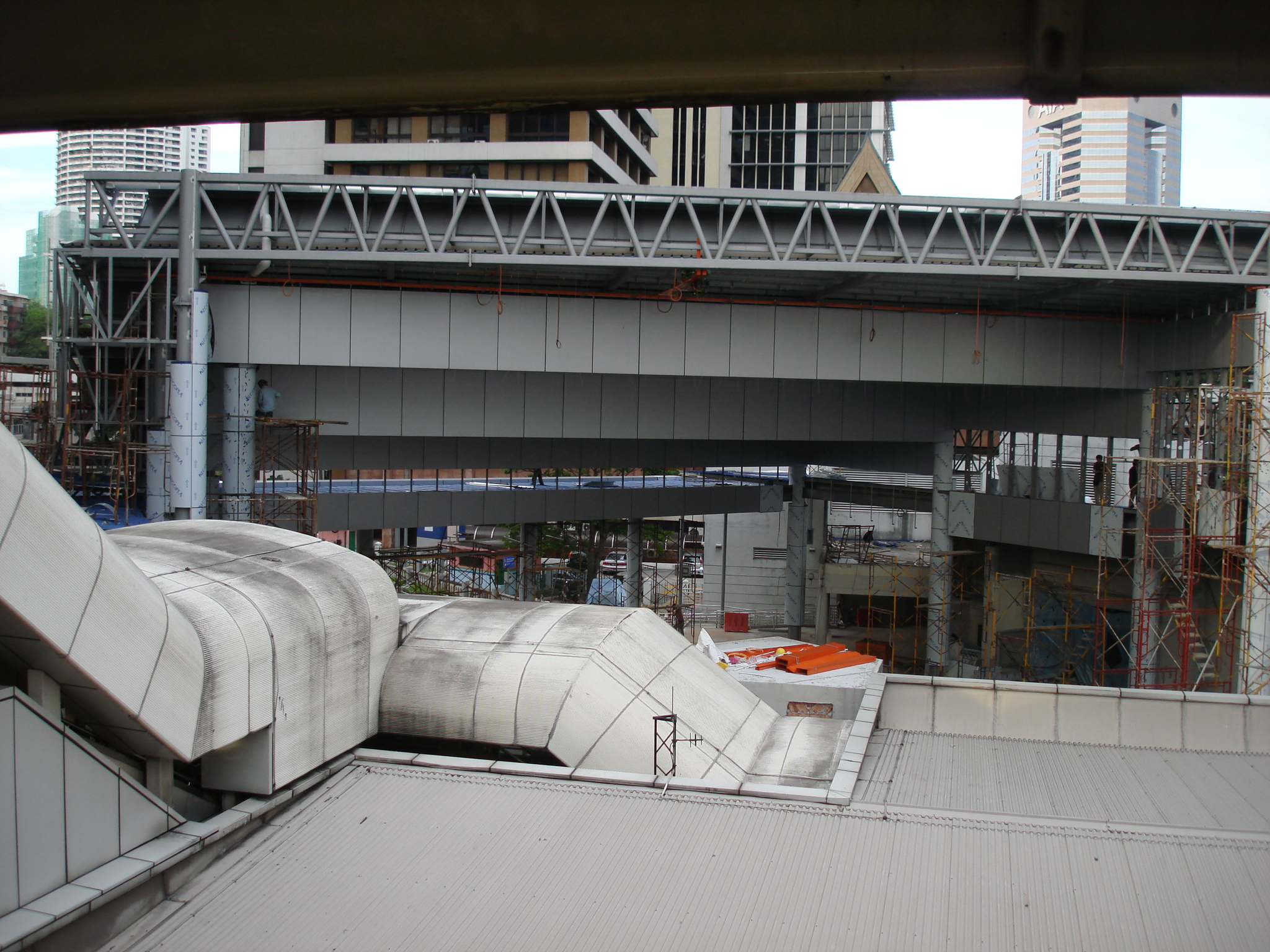
2008年，車站轉乘工程建设中

在營運初期，因3 安邦线4 大城堡线安邦线與5 格拉那再也线格拉那再也线分屬不同公司營運，因此轉換不同的路線需出站轉乘。當國家基建公司開始接管安邦線及格拉那再也線的所有權時，並開始著手進行旗下各鐵路路線系統的整合，2006年11月，衔接格拉那再也線月台與安邦線2號月台的轉乘通道工程開始動工，並於2008年11月15日正式開放，此時由於安邦線與格拉那再也線的售票系統還未統一，因此乘客仍需出站轉乘，兩個系統的車站仍還擁有各自的出入口。
2010年4月，整合占美清真寺站兩線系統的第二階段工程開始動工，除了統一安邦線與格拉那再也線的售票系統外，也重新配置車站的出口及售票處位置，增加車站穿堂的面積，同時也設置無障礙設施、電扶梯及電梯，以加快乘客前往另一個月台的速度，同時，格拉那再也線位於地下一樓的售票處與本登路的出口售票處也關閉了，進入車站的旅客統一在敦霹靂路兩側的出口進出站及購票。2011年11月28日，占美清真寺站的整合工程宣告完工，轉乘安邦線及格拉那再也線的乘客可直接在站內進行轉乘，無需重新再購買車票。
2025年3月12日，占美清真寺輕快鐵車站的外牆受大雨影響倒塌，站內部分範圍需要暫時封閉。

## 車站結構
| 一楼     | 安邦/大城堡线站台                     | 侧式站台 | 侧式站台 |
| 一楼     | 安邦/大城堡线站台                     | 1号站台: 3 安邦线/4 大城堡线 34往 AG1 SP1 冼都東 (→)                                                                       |          |
| 一楼     | 安邦/大城堡线站台                     | 2号站台: 3 安邦线/4 大城堡线 34通过 AG11 SP11 陈秀连往 SP31 布特拉高原与 AG18 安邦 (←)                                     |          |
| 一楼     | 安邦/大城堡线站台                     | 侧式站台 |          |
| 地面     | 安邦/大城堡线1号站台车站大厅          | 自动售票机、验票闸门和敦霹雳路出口、车站控制台、楼梯和手扶梯至跨河大厅、安邦/大城堡线2号站台车站大厅和格拉那再也线车站大厅 |          |
| 地面     | 街道                                  | 敦霹雳路、巴士站、计程车、行人道路                                                                                         |          |
| 地面     | 安邦/大城堡线1号站台车站大厅 跨河大厅 | 自动售票机、售票站、验票闸门和敦霹雳路、马六甲路和马来由路的出口、车站控制台                                               |          |
| 地下一楼 | 格拉那再也线车站大厅                  | 车站控制台 |          |
| 地下一楼 | 换乘小径                              | 安邦/大城堡线1号站台和格拉那再也线车站大厅之间的换乘小径，由手扶梯和楼梯组成                                               |          |
| 地下二楼 | 格拉那再也线站台                      | 1号站台: 5 格拉那再也线 5往 KJ1 鹅唛 (→)                                                                                   |          |
| 地下二楼 | 格拉那再也线站台                      | 岛式站台 |          |
| 地下二楼 | 格拉那再也线站台                      | 2号站台: 5 格拉那再也线 5往 KJ37 布特拉高原 (←)                                                                            |          |

## 服务时间
以下营运时间以官方网站为准。
| 星期一至六   | 星期日及公假 | 星期一至六 | 星期日及公假 | 星期一至六 | 星期日及公假 |       |
| 安邦线       |              |            |              |            |              |       |
| 冼都东站     | 06:00        | 06:00      | 00:00        | 00:00      | 00:33        | 00:02 |
| 安邦站       | 06:00        | 06:00      | 00:00        | 00:00      | 23:46        | 00:02 |
| 大城堡线     |              |            |              |            |              |       |
| 冼都东站     | 06:00        | 06:00      | 00:00        | 00:00      | 00:33        | 00:02 |
| 布特拉高原站 | 06:00        | 06:00      | 00:00        | 00:00      | 23:48        | 23:48 |
| 格拉那再也线 |              |            |              |            |              |       |
| 鹅唛站       | 06:00        | 06:00      | 23:55        | 23:30      | 00:17        | 23:47 |
| 布特拉高原站 | 06:00        | 06:00      | 23:55        | 23:30      | 23:02        | 23:44 |

## 车站周边
车站周圍可見各大商業大樓如AM银行與联昌（CIMB）等銀行矗立，以下为主要地点：
- 汇丰银行总部（已搬迁至敦拉萨国际贸易中心）
- 吉隆坡市政局剧院（Panggung Bandaraya DBKL）
- 马来西亚股票交易所总部
- 占美清真寺：馬來西亞歷史最悠久的清真寺之一，1909年由雪州蘇丹開幕，也是本站的名称来源。
- 吉隆坡图书馆
- 吉隆坡独立广场：1957年宣布马来亚國家獨立的地方，至今仍是馬來西亞國慶日的主要慶祝地點。
- 圣若望主教座堂
- 圣马利亚座堂
- 苏丹阿都沙末大厦
- 马电讯博物馆

## 圖片集

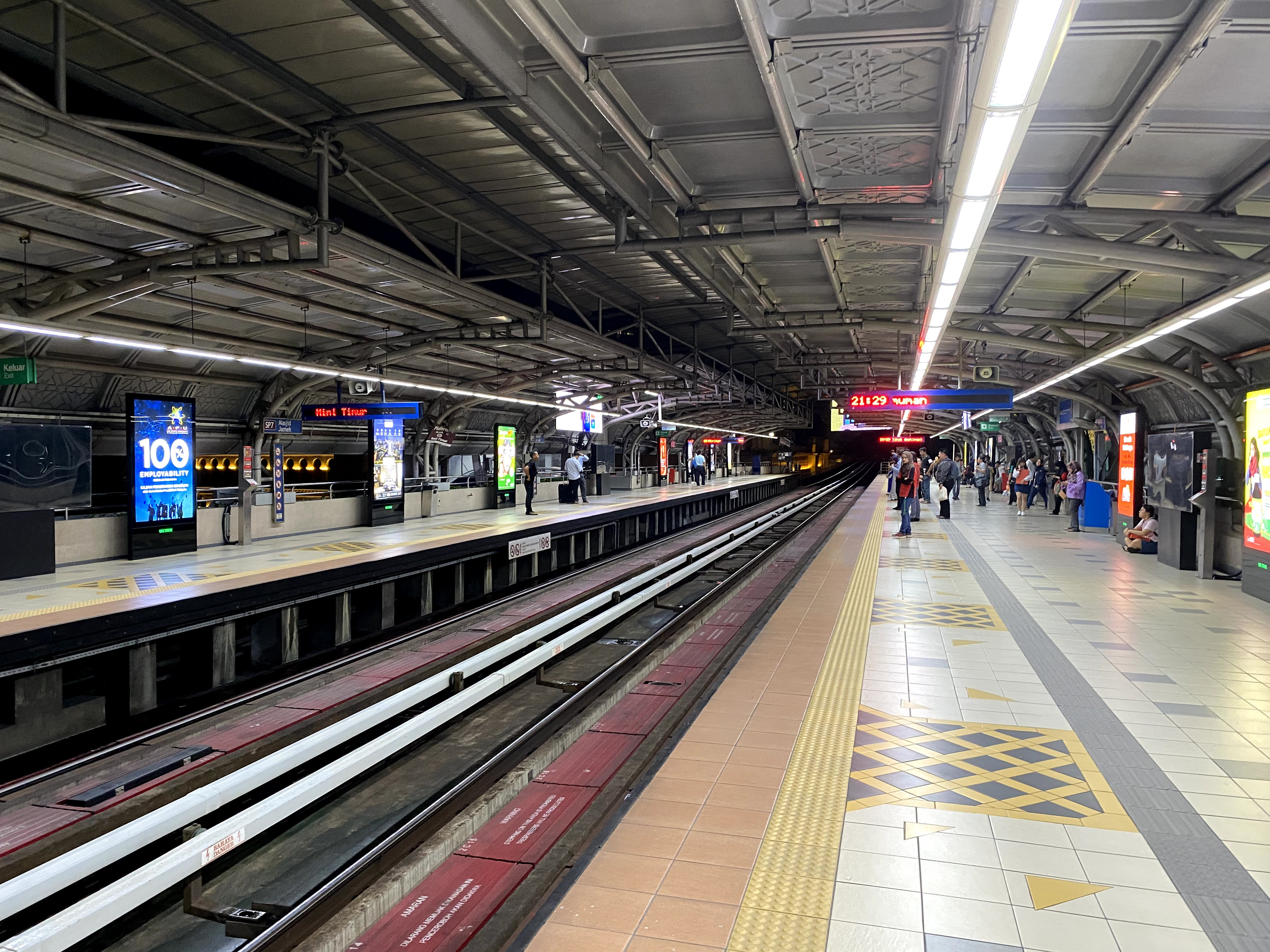
占美清真寺站安邦線月台
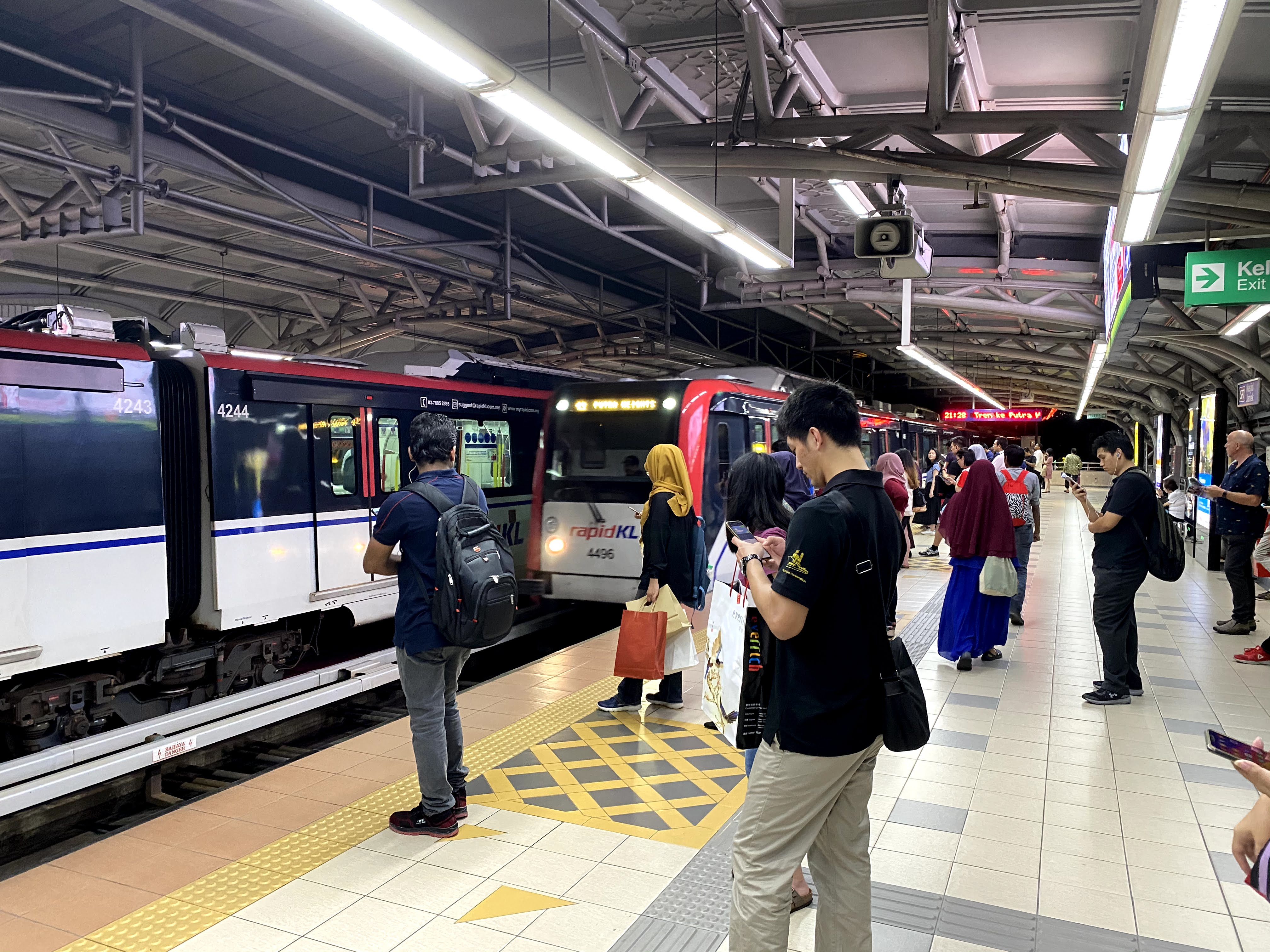
安邦線月台與列車
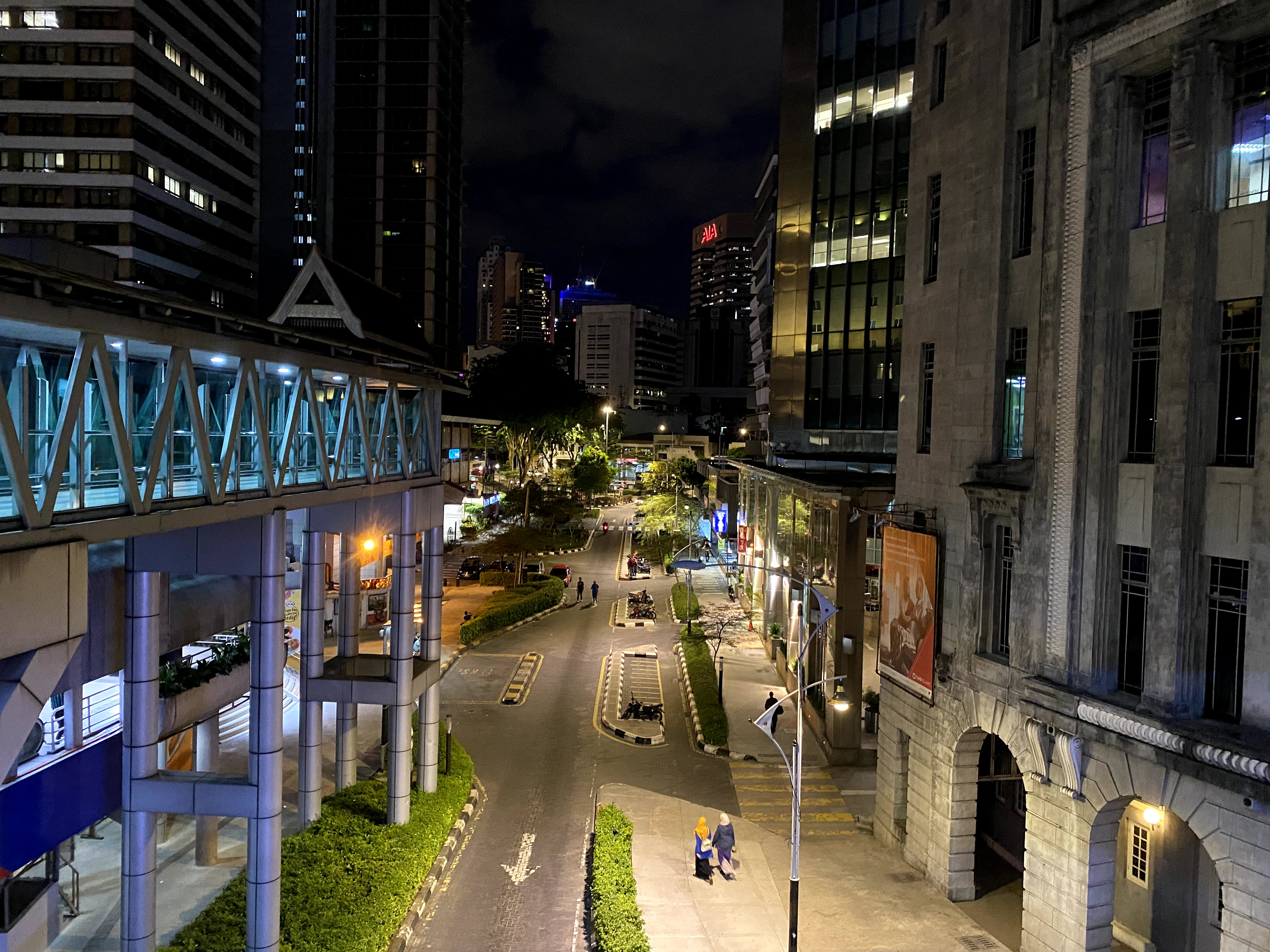
通往安邦線月台之通道
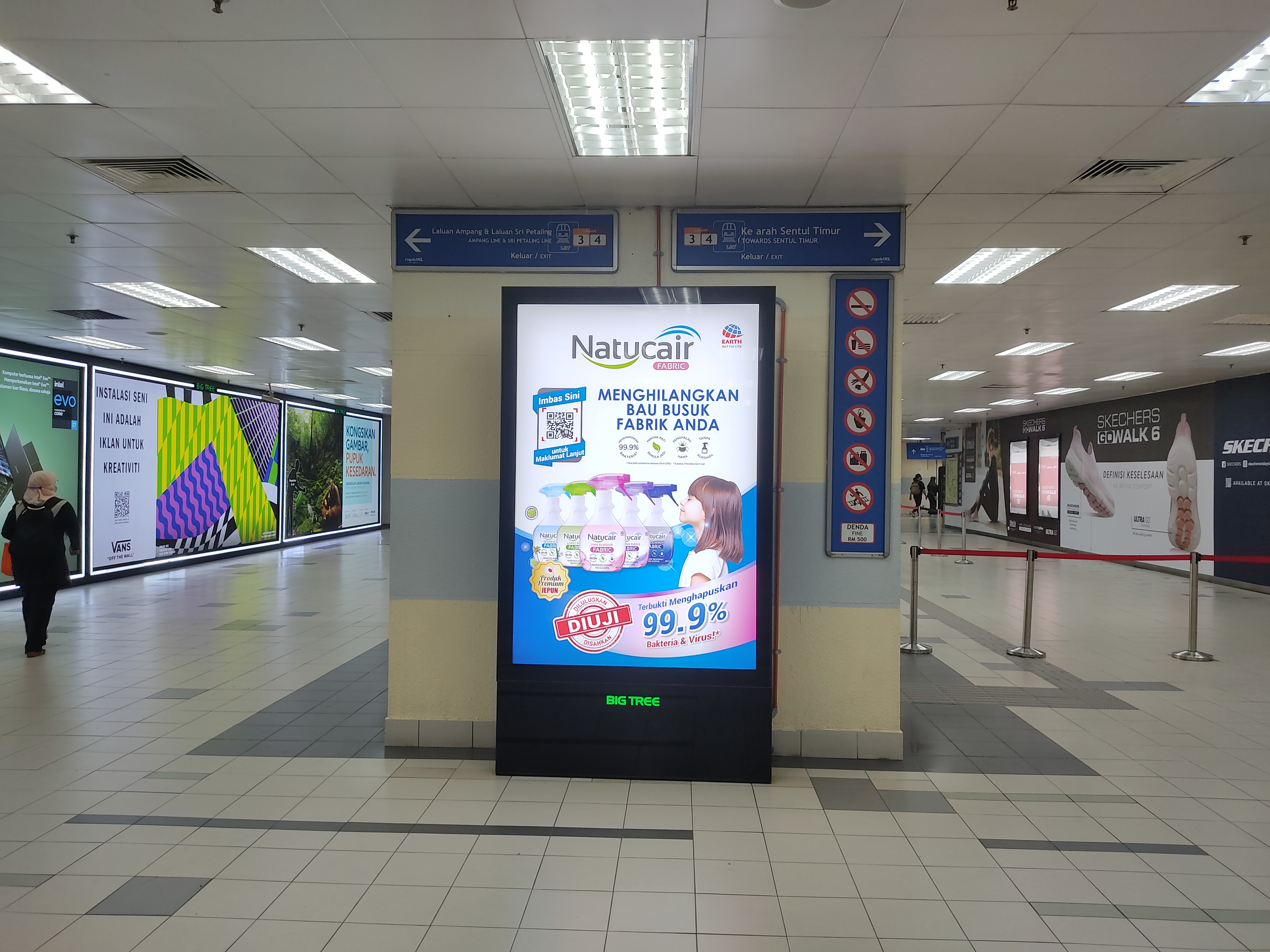
占美清真寺站B1格拉那再也線大廳
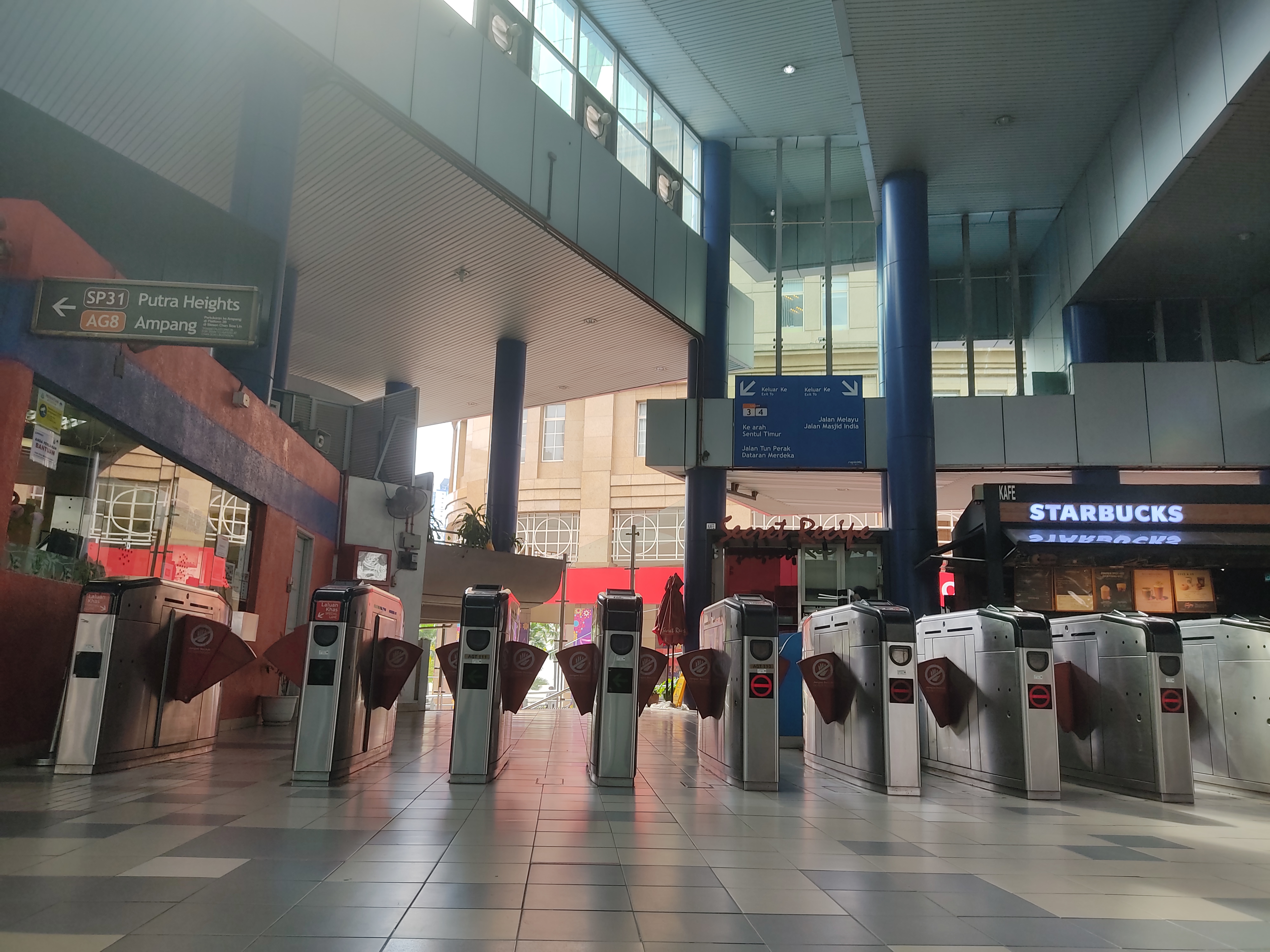
售票大廳與出口
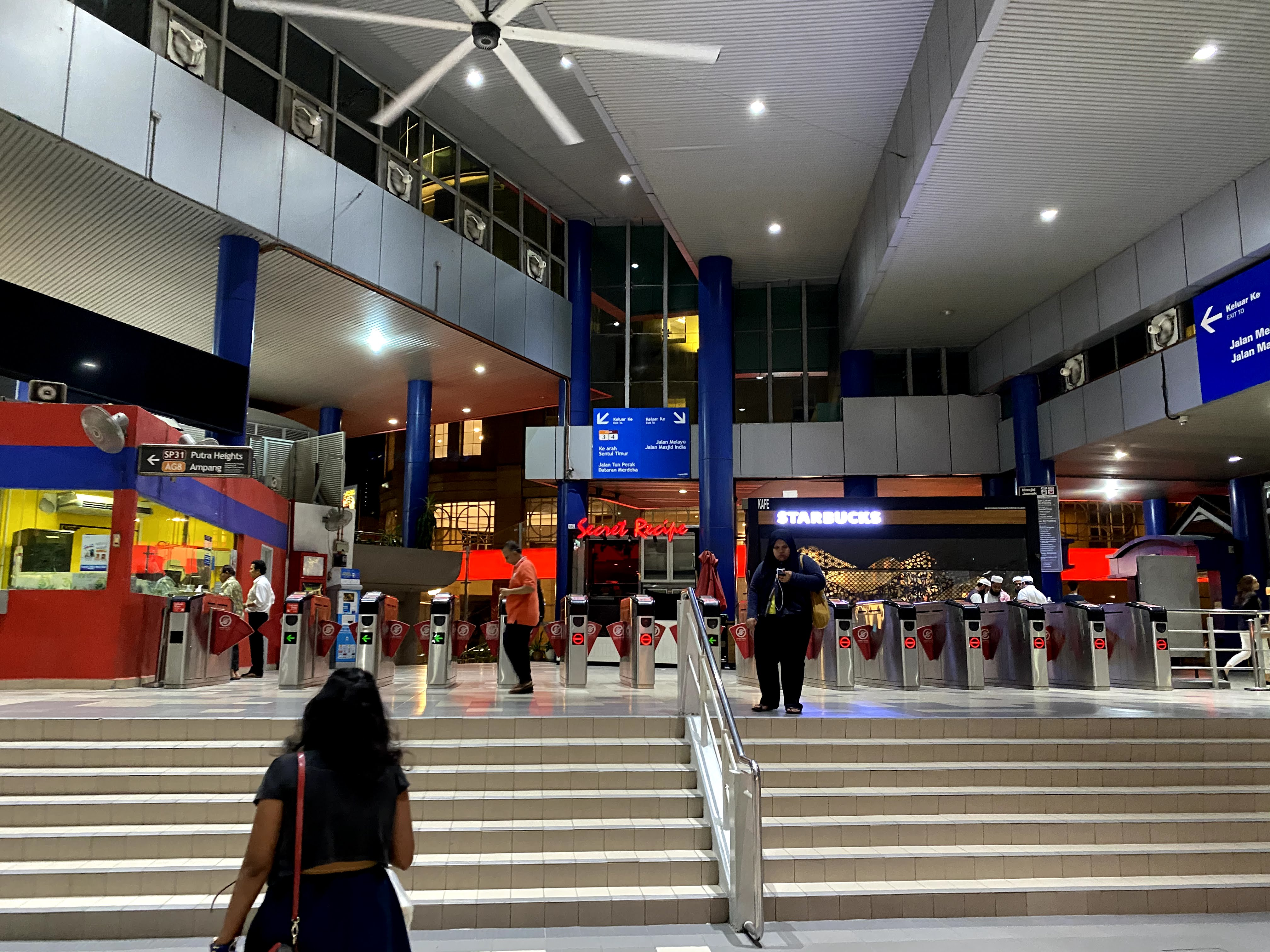
驗票閘門
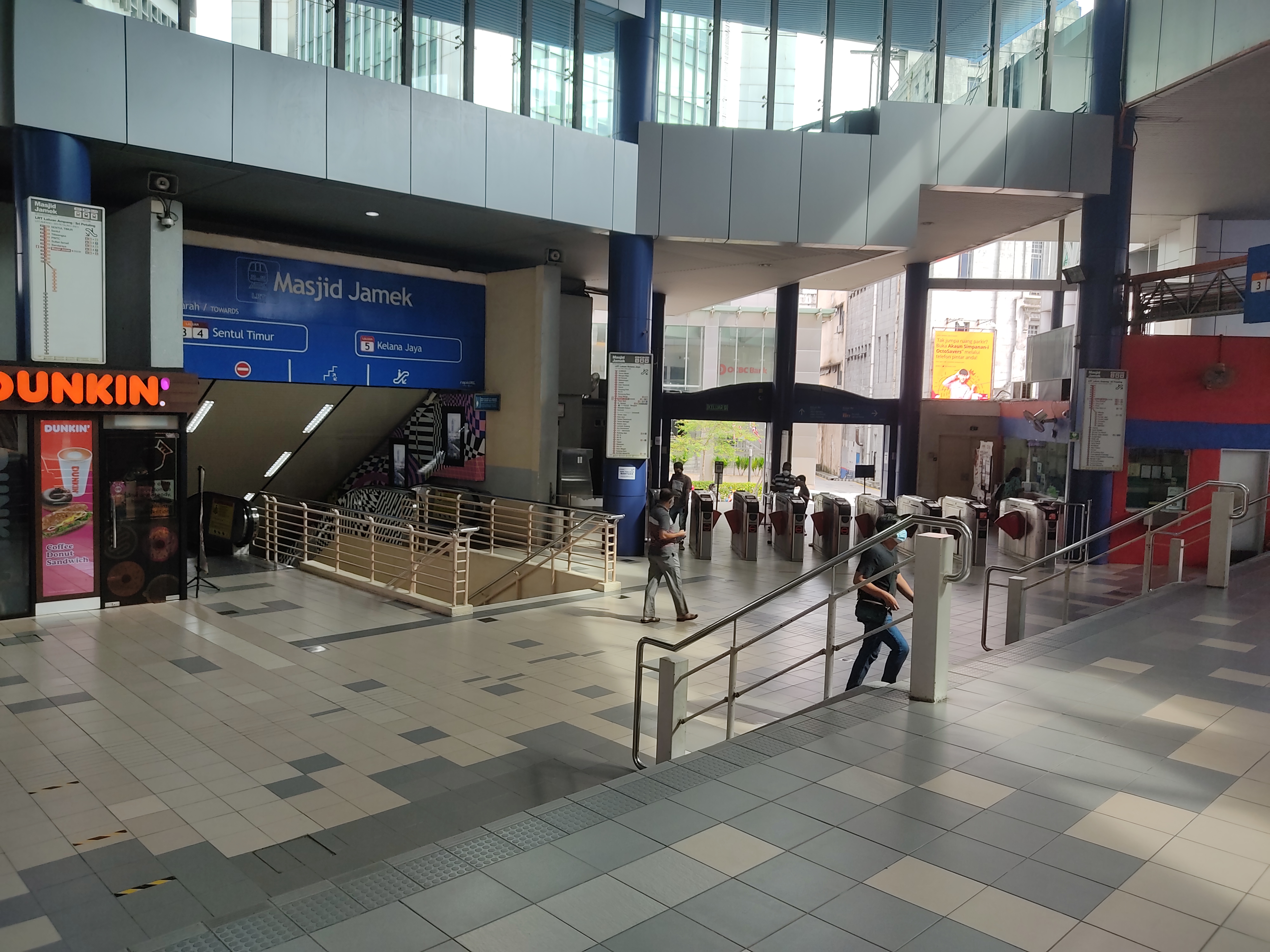
底樓的穿堂
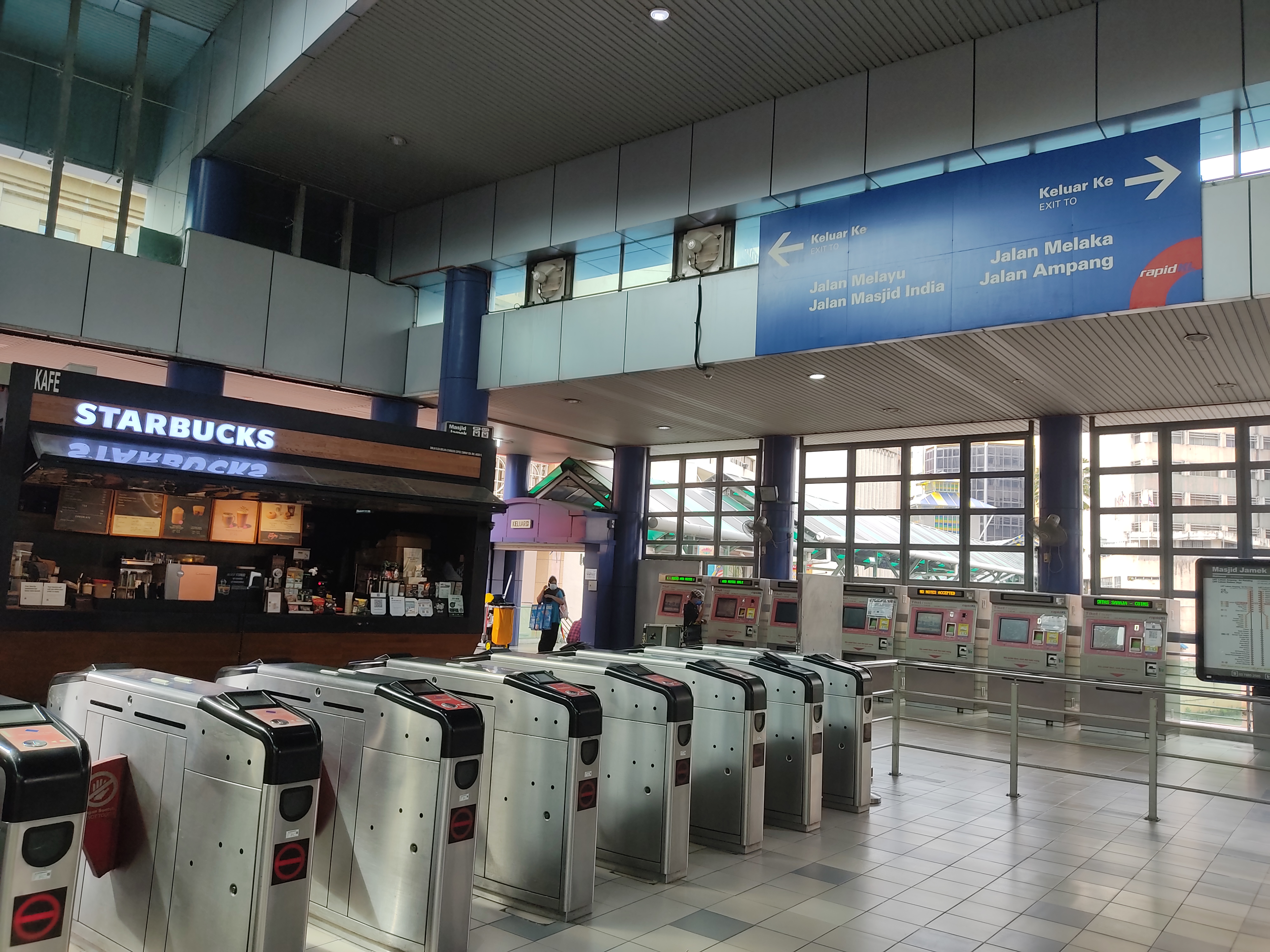
因車站人流量眾多，設置多台驗票閘門
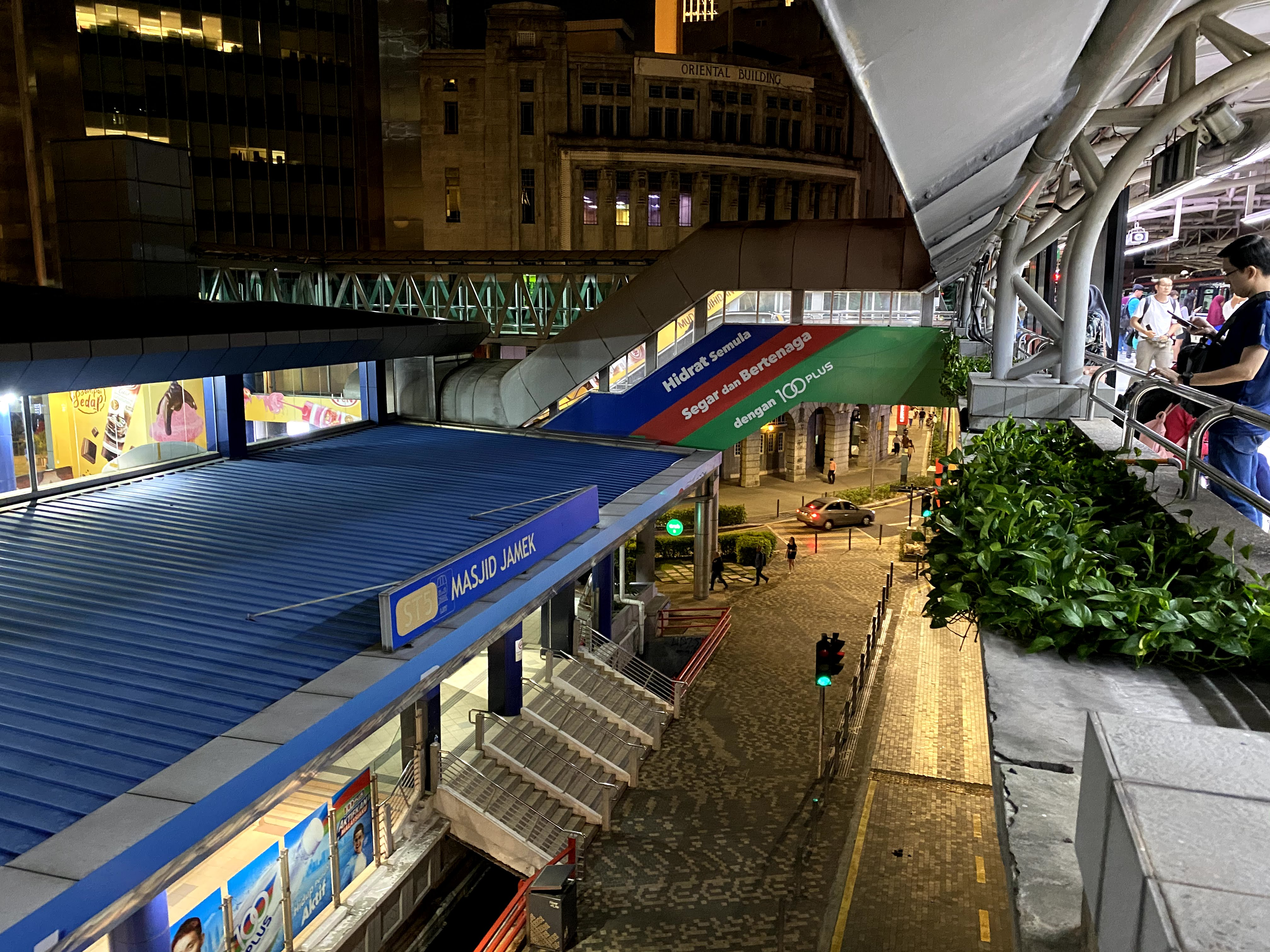
車站出口與安邦線月台
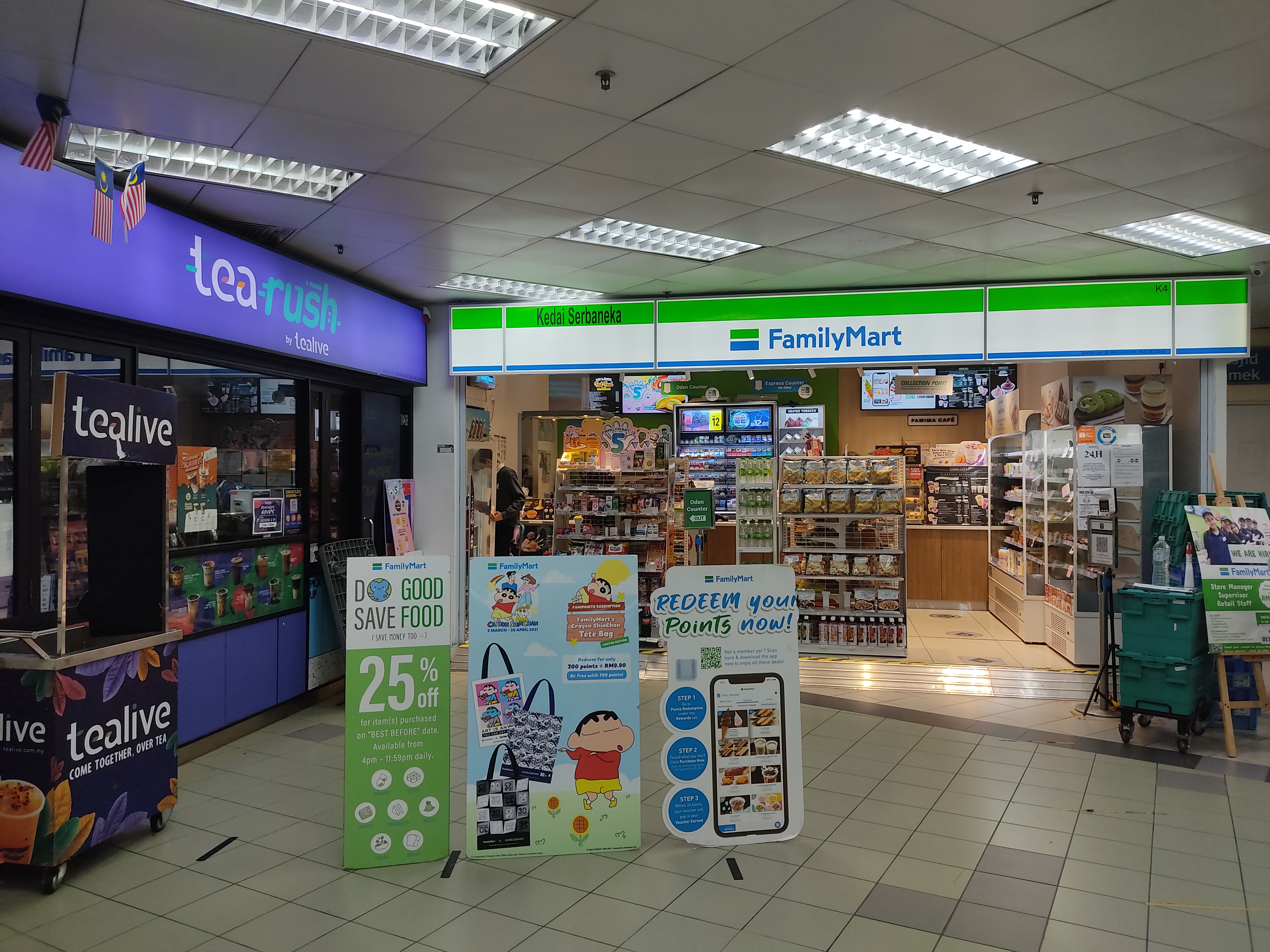
付費區內設置許多商店
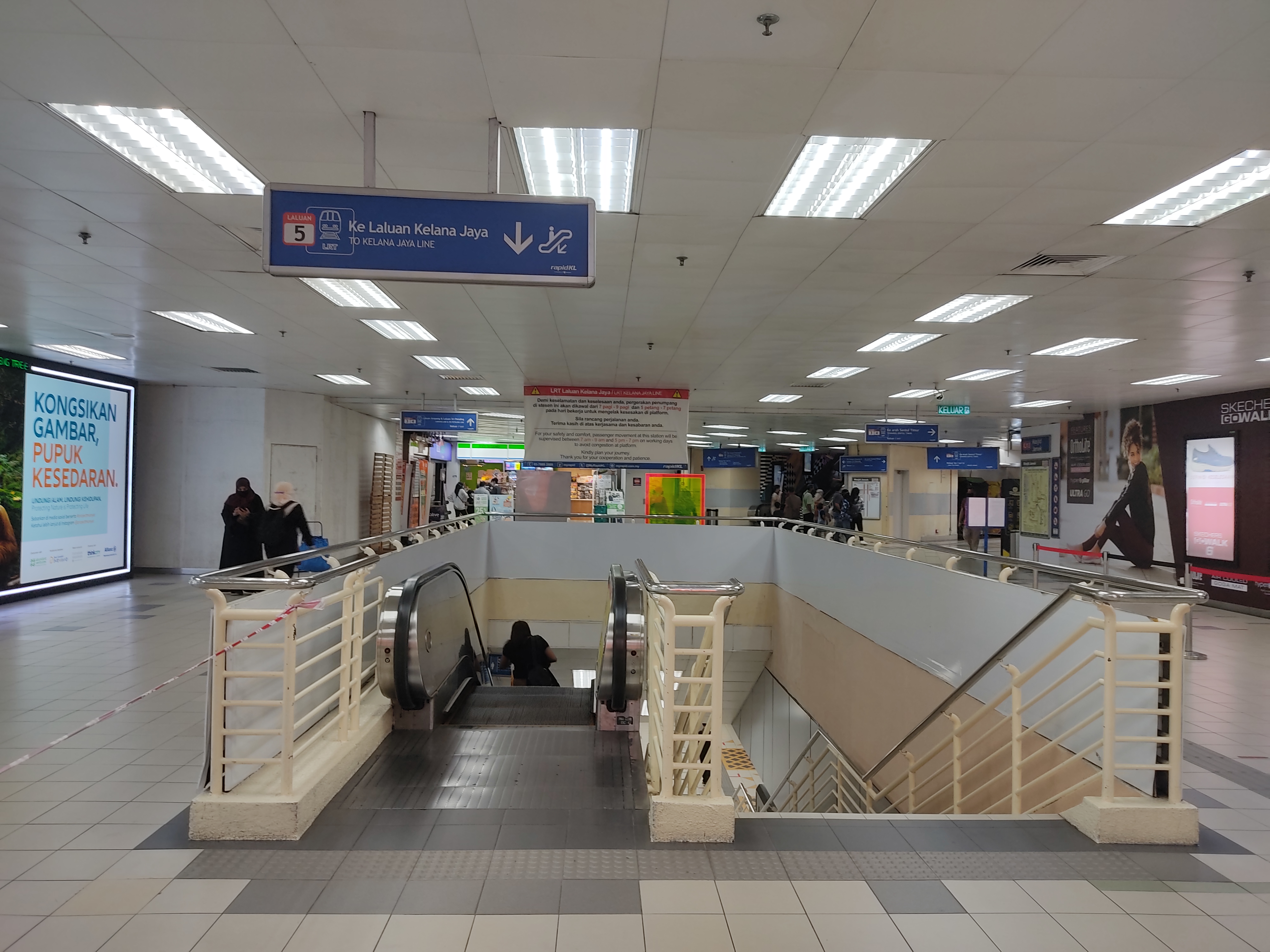
車站內環境
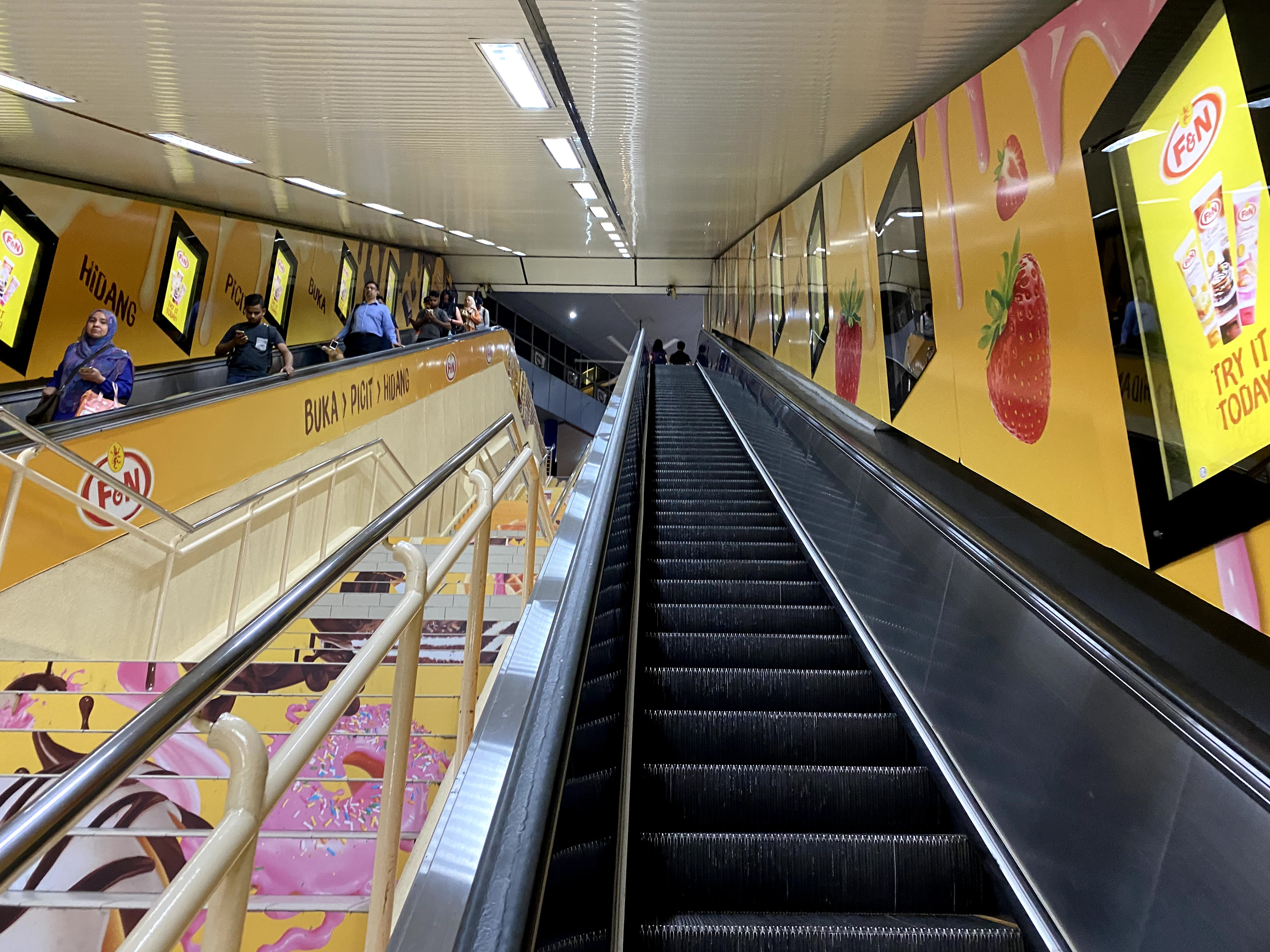
通往穿堂之電扶梯
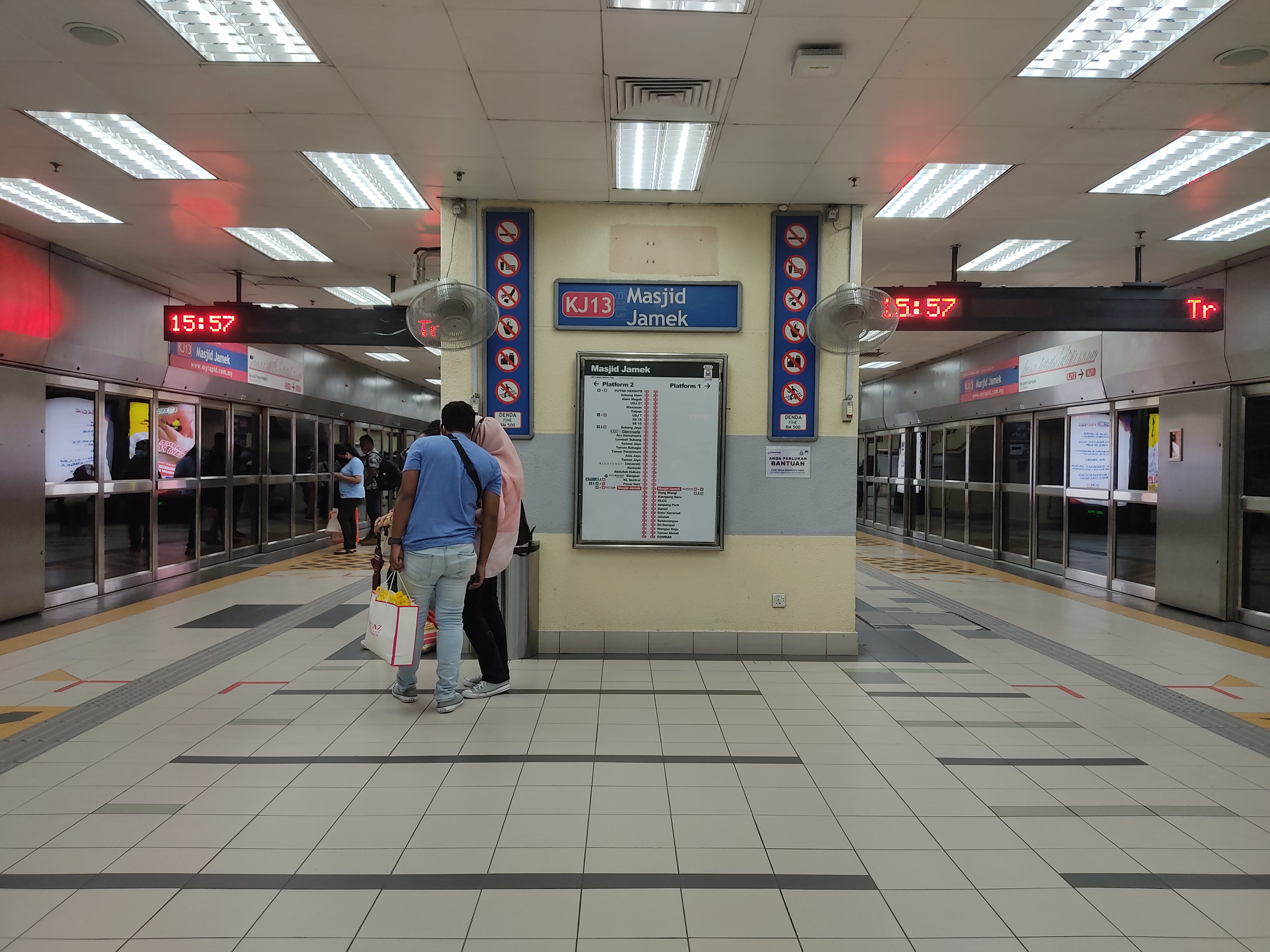
格拉那再也线占美清真寺站地下站台
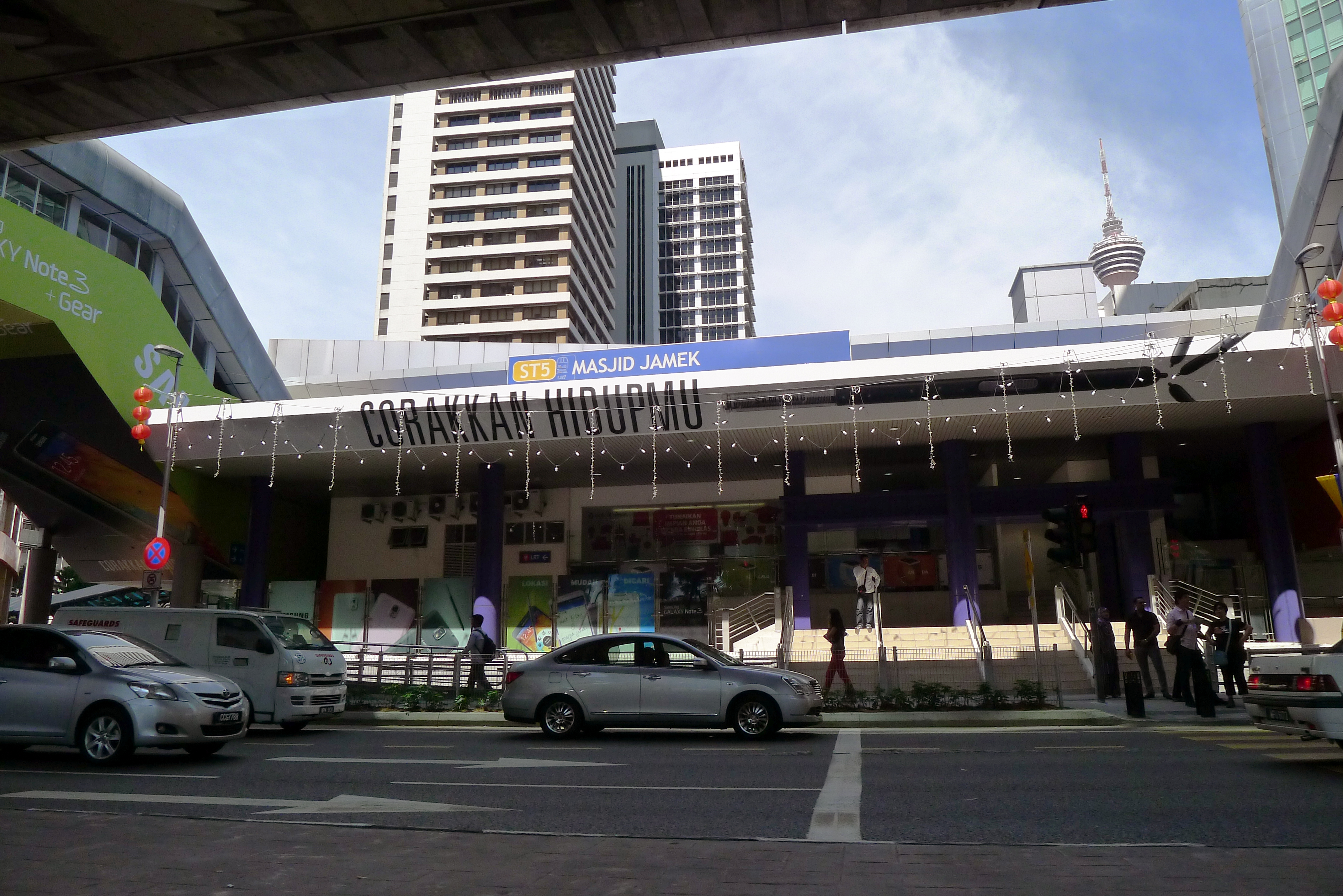
2014年位于敦霹雳路旁的占美清真寺站的底楼一览